# 伊尔东钵属
伊爾東缽（屬名：Eldonia），又称伊尔东体，是一種生存於古生代早期的已滅絕圓盤狀動物，其親緣關係至今仍未有定論，屬級以上的分類地位仍未明朗。

## 分布
伊爾東缽最早發現於伯吉斯頁岩，在該地有非常豐富的化石紀錄，特別是沃爾科特採石場的“大伊爾東缽層”。除了在沃爾科特採集的550個樣本外，在大葉足層中也發現了224個伊爾東缽標本，占總群落的0.43%。伊爾東缽也被發現於澂江化石地、西伯利亞和摩洛哥的上奧陶紀地層。

## 形態
伊爾東缽的外形類似現今的水母，缽體柔軟，呈扁盤形，直徑一般為50～70毫米，最大可達110毫米。缽體背面有多條同心狀生長線和88條輻射管，輻射管由中心點向外輻散延伸至缽體的周邊。腹面亦有44條腹輻射管。缽體內的背側有一個呈順時針方向旋捲的螺旋囊，囊體沿其延伸方向被多個隔膜分成許多子腔，囊內包裹著消化道，為囊中的隔膜所支撐。缽腹有輻射狀排列的瘤刺，以及口、肛門與觸手，由於消化道彎曲近環狀，因此口與肛門的位置很近。口終端外延形成纖毛環，具有一對末端分叉的觸手。

## 生態
伊爾東缽化石在地層中常大量群集出現，大量的化石證據表明它們具有自變形的能力：缽體周邊不僅可以下垂，也能上揚成帆。學者根據伊爾東缽的形態及化石分布狀況，推測其可能為群居、像水母般營浮游生活的捕食者，其缽體也為小舌形貝等營假浮游生活的生物提供了理想的棲所。但也有學者認為它們可能以缽體平躺泥底，即口向上的方式行底棲生活。此外，其在地層中經常與微網蟲等葉足動物一同出現，推測後者以伊爾東缽為食。

## 分類
伊爾東缽初被發現時曾因與水母相似的形態而被認為是刺絲胞動物，之後有許多學者將其描述為海參類棘皮動物，不過由於未發現伊爾東缽具有方解石內骨骼，身體構造也不具五輻對稱性，故其應非棘皮動物，也不是水母類動物。有些研究認為其和腕足動物門、箒形動物門、苔蘚動物門等觸手冠動物有密切關係，具有觸手冠、U型消化腔等共同特徵。由於伊爾東缽形態上的獨特性，目前仍沒有充分的依據能將其歸入任何已知的動物門類，因此也有人把它們列為疑難化石。
Paropsonema、輪盤缽和星口水母缽等盤狀化石生物被認為和伊爾東缽屬於同一演化支——伊爾東缽類。

## 下属物种
伊爾東缽属包括以下物种：
- Eldonia berbera Alessandrello & Bracchi, 2003
- 真形伊尔东缽 Eldonia eumorpha Sun & Hou, 1987，又名真形伊尔东体，发现于中國云南省玉溪市澄江县帽天山的早寒武世时期化石。
- 路德维希伊尔东缽 Eldonia ludwigi Walcott, 1911

## 圖集

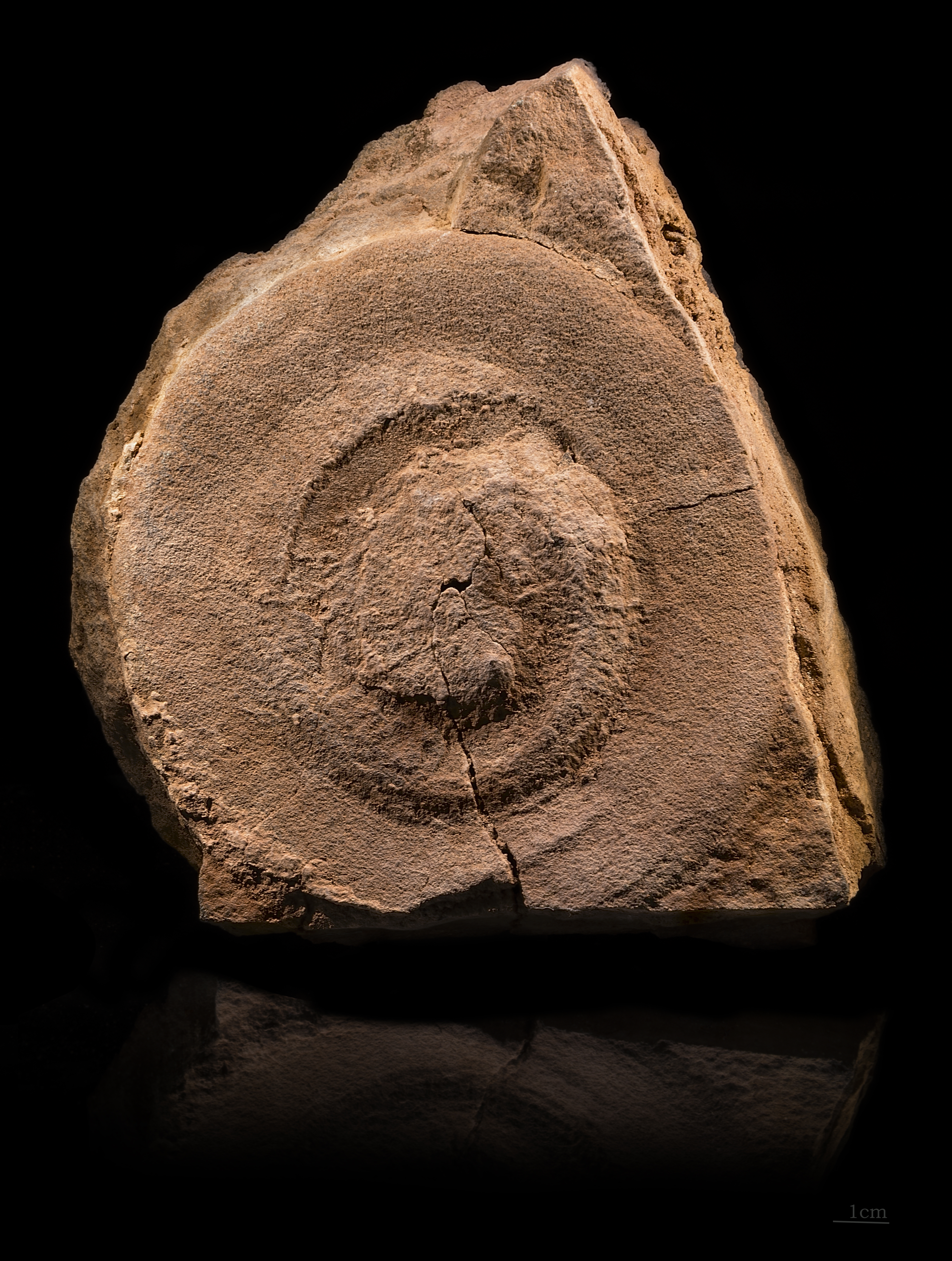
Eldonia berbera
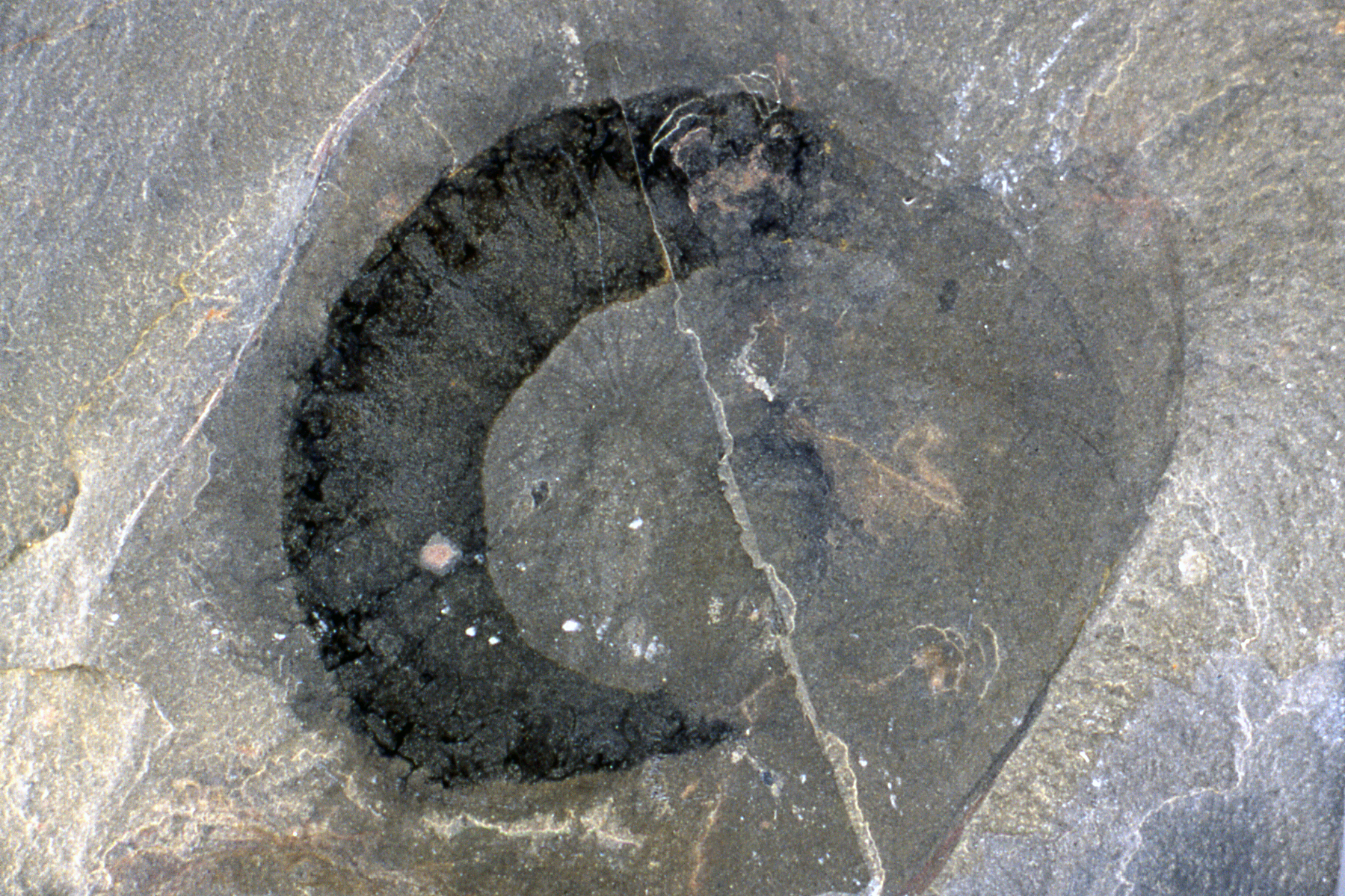
Eldonia ludwigii，產自沃爾科特採石場，長約4釐米

## 外部連結
- . Burgess Shale Fossil Gallery. Virtual Museum of Canada. 2011. （原始内容存档于2020-11-12）.